# Waldemir Moka
Waldemir Moka Miranda de Britto (Bela Vista, 10 de outubro de 1951) é um médico, professor e político brasileiro. Representou o MDB como Senador da República pelo estado de Mato Grosso do Sul com mandato de 2011 a 2019. 
Graduou-se em medicina pela Universidade Federal de Mato Grosso do Sul, em Campo Grande, onde, em 1976, exerceu a presidência diretório acadêmico da faculdade de medicina. Mais conhecido como Moka, é divorciado e pais de três filhos.
Desde 1978 é filiado ao MDB. Foi vereador de Campo Grande entre 1982 e 1986, deputado estadual por três mandatos consecutivos, de 1987 até 1998 foi deputado federal por três mandatos. Foi eleito senador em 2010 pela coligação Amor, Trabalho e Fé, tendo como suplentes Antonieta Amorim, deputada estadual (eleita 2014) e Gino José Ferreira.
Votou pela recriação da Contribuição Provisória sobre Movimentação Financeira - CPMF, com o nome de Contribuição Social para a Saúde - CSS. Na ocasião, por apenas três votos, o imposto que inicialmente era provisório, foi mantido. Votou a favor da suspensão da CPI do apagão aéreo em 2007.
Em 2016, fez parte da Comissão Especial de Impechment do Senado Federal, que julgou a presidente da República, Dilma Rousseff, por crime de responsabilidade.
Em dezembro de 2016, votou a favor da PEC do Teto dos Gastos Públicos. Em julho de 2017 votou a favor da reforma trabalhista.
Em outubro de 2017 votou a favor da manutenção do mandato do senador Aécio Neves derrubando decisão da Primeira Turma do Supremo Tribunal Federal no processo onde ele é acusado de corrupção e obstrução da justiça por solicitar dois milhões de reais ao empresário Joesley Batista.